# The Remixes (álbum de Twice)
The Remixes es el primer álbum de remezclas del grupo femenino surcoreano Twice. Fue lanzado el 22 de noviembre de 2023 por JYP Entertainment. El álbum, en inglés, contiene siete pistas, incluyendo cuatro remixes de las canciones del grupo realizados por varios productores, además de las versiones en inglés de «Alcohol-Free» y «Cry for Me», y una versión de «I Can't Stop Me» con la banda estadounidense de pop-punk, Boys Like Girls.

## Promoción
El remix dance-pop de Jonas Blue de la canción «Moonlight Sunrise» se publicó como sencillo de prelanzamiento durante la semana previa al lanzamiento del álbum.

## Lista de canciones
| CD / Descarga digital |                                                |                                                                          |                                                               |                                                         |          |  |
| N.º                   | Título                                         | Letras                                                                   | Música                                                        | Arreglo                                                 | Duración |  |
| 1.                    | «Moonlight Sunrise» (remix de Jonas Blue)      | earattack, Nina Ann Nelson, Kaedi Dalley, Lee Woo-hyun                   | earattack, Nina Ann Nelson, Kaedi Dalley, Lee Woo-hyun        | earattack, Lee Woo-hyun, Jonas Blue                     | 2:47     |  |
| 2.                    | «The Feels» (remix de Ian Asher)               | Lee Woo-min "collapsedone", Justin Reinstein, Anna Timgren, Boy Matthews | Lee Woo-min "collapsedone", Justin Reinstein, Anna Timgren    | Lee Woo-min "collapsedone", Justin Reinstein, Ian Asher | 2:51     |  |
| 3.                    | «Set Me Free» (remix de Carneyval)             | Star Wars (Galactika), Jvde (Galactika), Melanie Fontana, Lindgren       | Melanie Fontana, Lindgren, Marty Maro                         | Lindgren, Carneyval                                     | 2:57     |  |
| 4.                    | «Alcohol-Free» (versión en inglés)             | J.Y. Park, Melanie Fontana, Lindgren                                     | J.Y. Park                                                     | J.Y. Park, Lee Hae-sol                                  | 3:30     |  |
| 5.                    | «Cry for Me» (versión en inglés)               | Heize, J.Y. Park, Sophia Pae                                             | Ryan Tedder, Melanie Fontana, Lindgren, A Wright              | Lindgren                                                | 3:24     |  |
| 6.                    | «I Can't Stop Me» (con Boys Like Girls)        | J.Y. Park, Sim Eunjee, Sophia Pae                                        | Melanie Fontana, Lindgren, A Wright                           | Lindgren                                                | 3:26     |  |
| 7.                    | «More & More» (remix acelerado de Lee Hae Sol) | J.Y. Park, Bibi                                                          | Uzoechi Emenike, Justin Tranter, Julia Michaels, Zara Larsson | MNEK, J.Y. Park, Lee Hae Sol                            | 2:25     |  |
| 21:19                 |                                                |                                                                          |                                                               |                                                         |          |  |

## Posicionamiento en listas
| Lista (2023)          | Mejor posición |
| --------------------- | -------------- |
| Japón (Japan Hot 100) | 73             |
| Japón (Oricon)        | 19             |

## Historial de lanzamiento
| País          | Fecha                   | Formato                         | Discográfica      |
| ------------- | ----------------------- | ------------------------------- | ----------------- |
| Corea del Sur | 22 de noviembre de 2023 | CD, descarga digital, streaming | JYP Entertainment |